# Stanley Hathaway
Stanley Knapp Hathaway (ur. 19 lipca 1924 w Osceola, Nebraska, zm. 4 października 2005 w Cheyenne, Wyoming) – amerykański polityk, działacz Partii Republikańskiej, gubernator stanu Wyoming i sekretarz zasobów wewnętrznych w administracji Geralda Forda.
Syn Roberta i Lily Knappów, po śmierci matki (1926) został adoptowany przez małżeństwo Franklina i Velmę Hathaway. Rozpoczął studia na University of Wyoming, ale przerwał naukę i wstąpił do wojska. Służył w lotnictwie w czasie II wojny światowej. Po wojnie ukończył studia prawnicze na University of Nebraska (1950). Pracował m.in. w urzędzie prokuratorskim w hrabstwie Goshen w stanie Wyoming. W latach 1962–1964 stał na czele stanowych struktur Partii Republikańskiej w Wyoming.
W latach 1967–1975 był gubernatorem Wyoming. Z tego stanowiska przeszedł do władz centralnych, ale funkcję sekretarza spraw wewnętrznych sprawował jedynie przez kilka miesięcy 1975; zrezygnował z przyczyn zdrowotnych. Później pracował w firmie prawniczej Hathaway and Kunz.